# Office Anemone
株式會社Office Anemone（日语：株式会社オフィスアネモネ）是一家位於日本東京都港區的聲優、演員經紀公司。

## 概要
2009年8月3日，由聲優井上喜久子與胞姊關本彌生2人一起從個人事務所起家而成立。而「Anemone」這個名稱取自於銀蓮花花種的日文名稱，並以之意所命名。

## 所屬聲優
- 井上喜久子
- 野川櫻
- 田中理惠（從RETREAT移籍）[2]
- 伏田里穗
- 小野早稀[3]
- 綾瀨麻里亞（日语：綾瀬マリア）
- 井上穗乃花
- 植田光
- 大下菜摘
- 白峰佳
- 高岡千紘（日语：高岡千紘）
- 近貞月乃（日语：近貞月乃）
- 千葉彩子
- 中野亞美
- 永惠由彩（日语：ながえゆあ）
- 藤川茜

### 業務提攜
- 原田瞳
- 茉莉邑薰（日语：茉莉邑薫）
- VEGA（Cosplayer、遊戲實況者）

## 過往所屬聲優
- 椎葉麻理惠（日语：椎葉マリエ）（引退）[4]
- 永井乃愛（日语：永井乃愛）（自由職業）
- 福井裕佳梨（現所屬：WAVE MASTER（日语：ウェーブマスター））
- 山川朋美（現所屬：BloomZ）
- 桐矢麻衣
- 石黑千尋（成立個人事務所）
- 吉田步美
- 白羽美奈
- 石川千夏
- 長野瀨裡菜（日语：長野せりな）

## 腳註

## 外部連結
- Office Anemone公式官網 （日語）
- Office Anemone官方的X（前Twitter） （日語）
- @manbow-井上喜久子公式官網 （日語）